# Allocosa otavia
Allocosa otavia är en spindelart som beskrevs av Roewer 1959. Allocosa otavia ingår i släktet Allocosa och familjen vargspindlar.
Artens utbredningsområde är Namibia. Inga underarter finns listade i Catalogue of Life.